# Rumänische Volleyballnationalmannschaft der Frauen

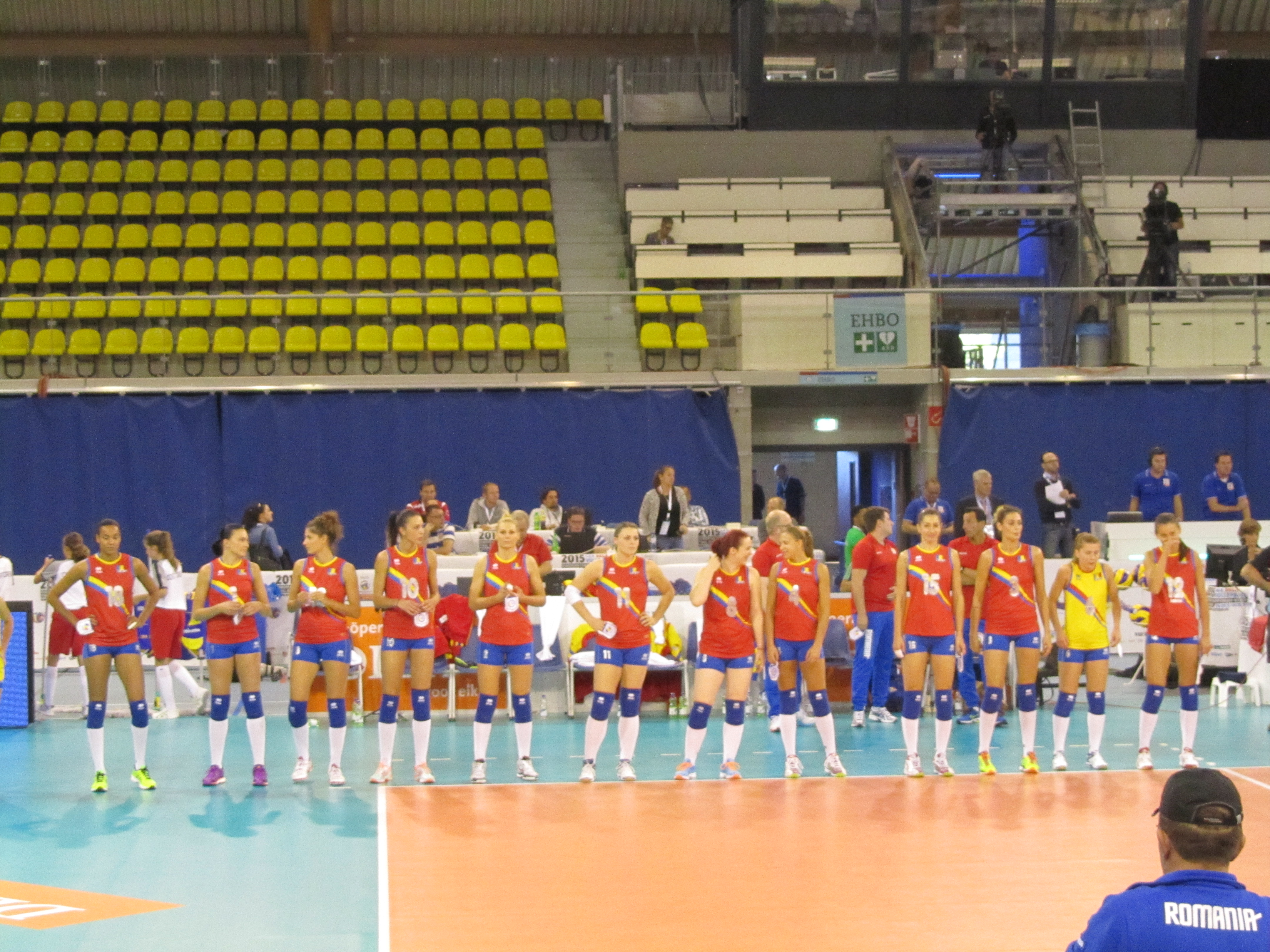
Vor dem EM-Spiel 2015 gegen Deutschland

Die rumänische Volleyballnationalmannschaft der Frauen ist eine Auswahl der besten rumänischen Spielerinnen, die die Federația Română de Volei bei internationalen Turnieren und Länderspielen repräsentiert.

## Geschichte

### Weltmeisterschaft
Bei ihrer ersten Teilnahme an einer Volleyball-Weltmeisterschaft wurden die rumänischen Frauen 1952 Fünfter. Vier Jahre später unterlagen sie der Sowjetunion erst im Finale. 1962 und 1974 belegten sie erneut den fünften Rang, dazwischen gab es 1970 einen siebten Platz. Nach zwanzig Jahren Pause konnten sie 1994 nicht mehr an die vorherigen Erfolge anknüpfen und erreichten nur den 13. Platz. Das gleiche Ergebnis gab es bei der WM 2002.

### Olympische Spiele
Beim ersten olympischen Turnier 1964 in Tokio verpasste Rumänien als Vierter nur knapp eine Medaille. 1980 in Moskau wurde Rumänien Achter.

### Europameisterschaft
Die ersten vier Teilnahmen an einer Volleyball-Europameisterschaft beendeten die Rumäninnen als Vierter oder Fünfter, wobei allerdings erst 1958 mehr als sechs Mannschaften teilnahmen. Als die Europameisterschaft 1963 zum zweiten Mal nach 1955 im eigenen Land stattfand, schafften die rumänischen Frauen als Dritter ihren größten Erfolg. Vier Jahre später reichte es hingegen nur zum neunten Rang. Bei den nächsten sechs Turniere gab es stets Platzierungen zwischen fünf und sieben. In den Jahren 1985 bis 1989 steigerten sich die Rumäninnen vom elften auf den vierten Platz, ehe die Resultate 1991 (Sechster) und 1993 (Neunter) wieder etwas schlechter wurden. Nach der verpassten EM 1995 erzielten sie fünfmal Ergebnisse zwischen Rang sechs und zwölf. 2011 wurden sie Zwölfter. 2015 erreichten sie 15. Platz, 2019 Platz 13 und 2021 Platz 23.

### World Cup
Rumänien hat noch nie am World Cup teilgenommen.

### World Grand Prix
Im World Grand Prix haben die rumänischen Frauen ebenfalls nicht mitgespielt.